# Sven Schmitt
Sven Schmitt (* 27. Dezember 1976 in Hanau) ist ein ehemaliger deutscher Fußballtorwart. Er hat zwei Bundesliga-, drei Zweitliga- und 169 Drittligaeinsätze in der Regionalliga Süd aufzuweisen. 

## Karriere
Sven Schmitt begann in der Jugend des TSV 1860 Hanau mit dem Fußball, bevor er 1989 in die Nachwuchsabteilung von Eintracht Frankfurt wechselte. Der 1,86 Meter große Schmitt war von 1996 bis 2001 Ersatztorhüter bei der ersten Mannschaft der Eintracht, bevor er einen Stammplatz bei den Amateuren der Frankfurter bekam. 2003 wechselte er zum Regionalligisten 1. FC Eschborn, den er drei Jahre später wieder verließ. Nach drei Monate langer Vereinslosigkeit unterschrieb er beim SV Darmstadt 98 einen Vertrag bis 2007, danach wechselte er für ein Jahr zum Oberligisten TSG Wörsdorf.
Zur Saison 2008/09 wechselte Schmitt in die Regionalliga Süd zu Viktoria Aschaffenburg. Mit dem Verein stieg er in die Hessenliga ab. Im Winter 2010 schloss er sich dem Hessenligisten FSV Fernwald an, bei dem er die folgenden vier Jahre Stammtorhüter war.